# Киево-Подольская Введенская церковь
Ки́ево-Подо́льская Введе́нская це́рковь (укр. Києво-Подільська Введенська церква) — приходской православный храм в Киеве. Здание храма в неовизантийском стиле было построено в 1882—1885 годах, разрушено в 1936 году и воссоздано в 2010-х годах.

## История
Храм располагался на периферии исторической местности Подол, в так называемой Плоской части Киева. По мнению ряда историков, первоначально здесь располагалось упомянутое в летописях языческое капище идола Волоса, на месте которого впоследствии была построена деревянная церковь в честь св. Власия Севастийского. Так, Максим Берлинский утверждал, «что на том месте существовало капище или божница идола Волоса и что со времен просияния Христианской веры построена там церковь Св. Власия, по сходству прежнего имени». Церковь с таким названием существовала до середины XVII века, но в 1651 году была уничтожена пожаром.
В 1718 году на средства цехмистра рыбачьего цеха Павла Лесницкого на месте церкви Св. Власия был выстроен новый деревянный храм, освящённый в честь Введения во храм Пресвятой Богородицы. В память о прежнем Власиевском храме в новой церкви хранилась икона святого Власия с частицей святых его мощей. Деревянная Введенская церковь представляла собой характерную для народной украинской архитектуры трехчастную, трехглавую постройку с отдельной колокольней. После перепланировки Подола и Плоской части, почти полностью выгоревших в пожаре 1811 года, погост храма оказался на углу улиц Почайнинской и Ярославской.

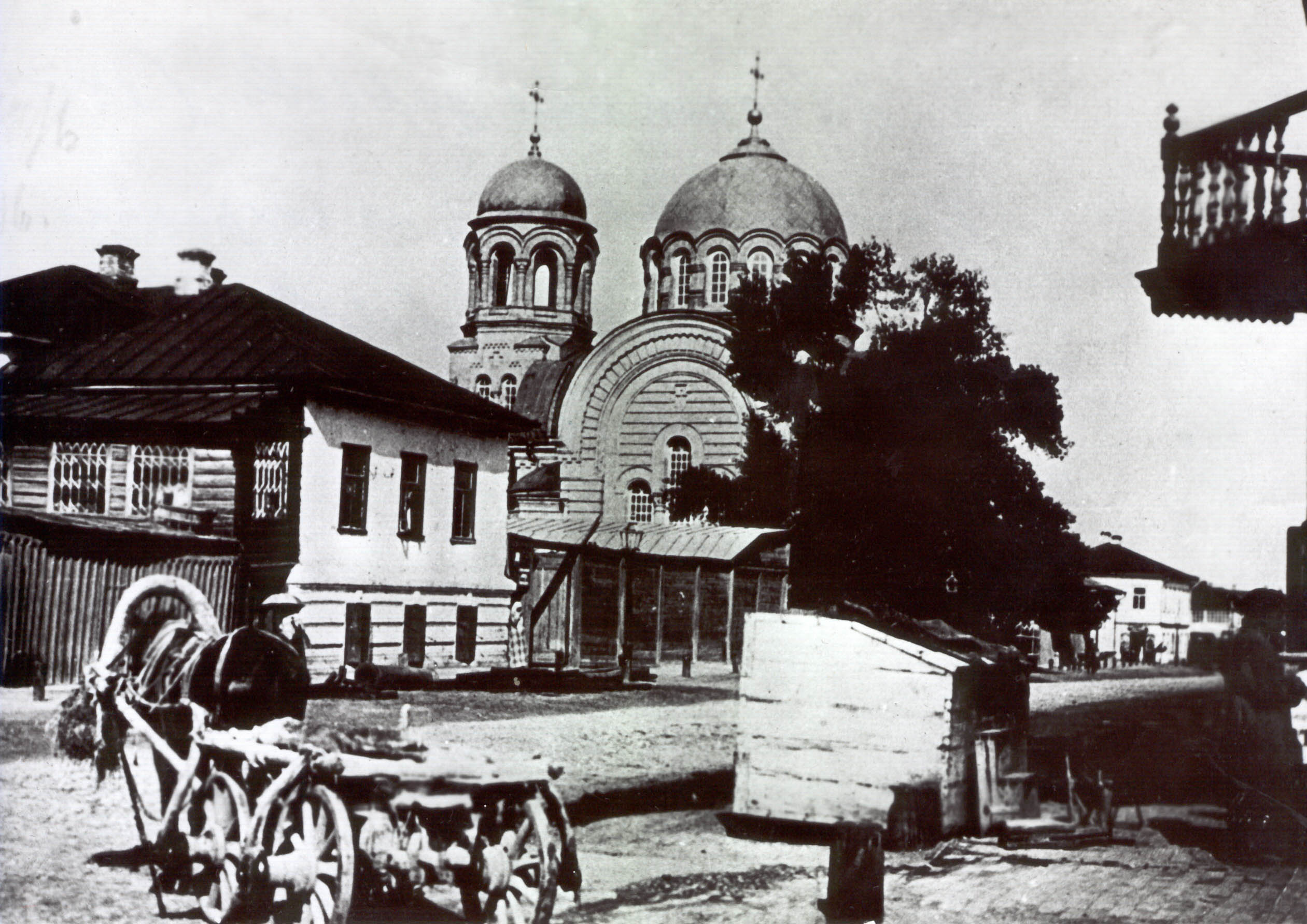
Киево-Подольская Введенская церковь в начале XX века.

Во второй половине XIX века старая церковь обветшала, и прихожане ходатайствовали о разрешении на строительстве новой каменной церкви. В 1882 году на церковной усадьбе начались строительные работы по проекту епархиального архитектора Владимира Николаева. Значительные пожертвования на новый храм сделали известные киевские благотворители Федор Терещенко, Семен Могилевцев и др. Каменная церковь была освящена в 1885 году. Её облик выдержан в «византийском стиле». Храм одноглавый с колокольней над притвором. В старой деревянной церкви до окончания строительства новой продолжались богослужения. В конце 1886 года причт получил разрешение разобрать её на дрова. В 1900 году со стороны Почайнинской ул. было выстроено двухэтажное деревянное здание приходской школы (не сохранилось).

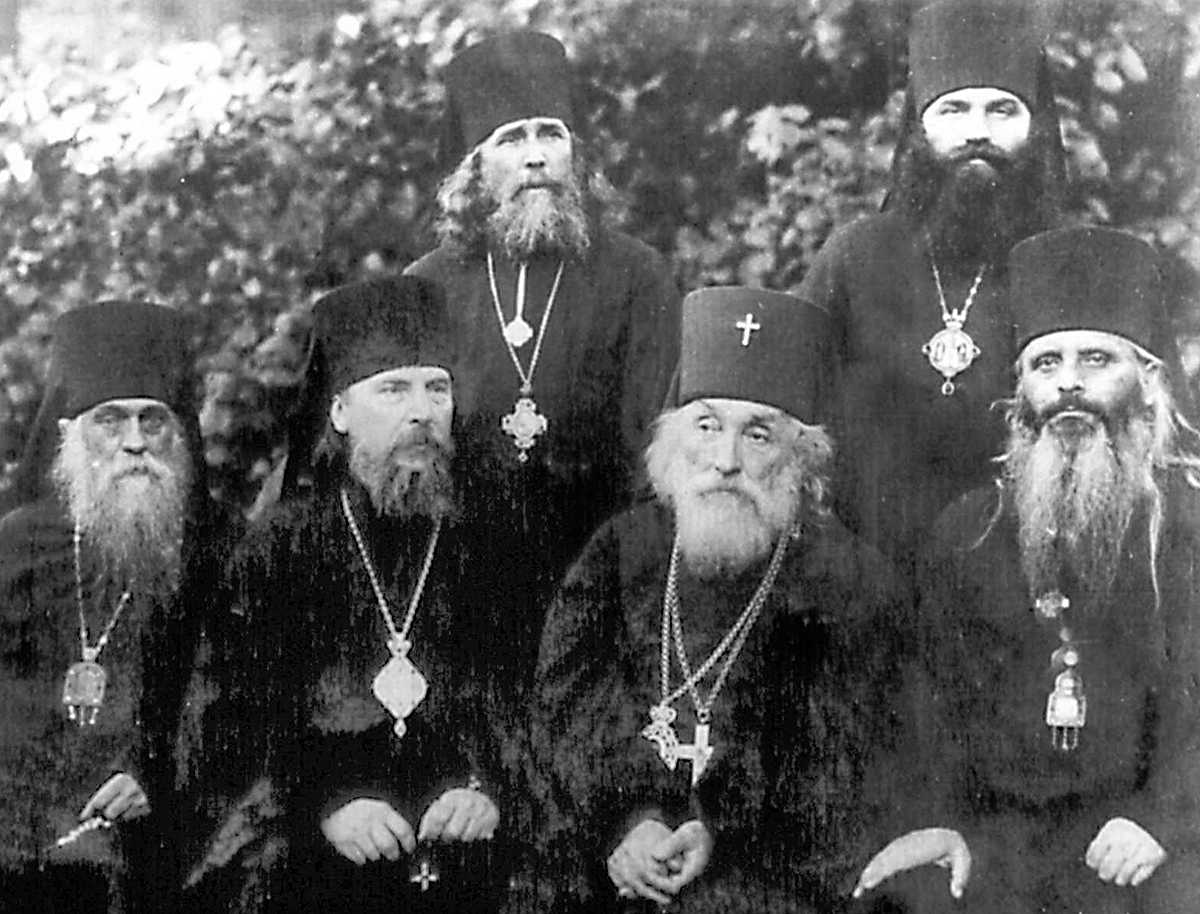
Епископы Малософийского собора 1926 году.
Стоят: еп.Филарет (Линчевский), еп.Афанасий (Молчановский). Сидят слева направо: еп. Сергий (Куминский), еп. Димитрий (Вербицкий), архиеп. Василий (Богдашевский), еп. Георгий (Делиев).

Настоятелями Киево-Подольской Введенской церкви были видные киевские священнослужители, среди которых сохранилось имя новомученика о. Якова Молчановского, назначенного на Введенский приход в 1914 году. В 1923 году о. Яков был рукоположён в епископа (имя в монашестве Афанасий); неоднократно подвергался репрессиям со стороны советской власти, в 1938 году расстрелян.
В 1921 году советские органы зарегистрировали устав приходской общины. Но в дальнейшем организованная властями атеистическая кампания по закрытию церквей коснулась и Введенского храма. В 1935 году президиум горсовета постановил снести церковь под предлогом освобождения места для строительства школы. В начале 1936 года Введенский храм разобрали. На погосте и смежном с ним участке по улице Ярославской в 1937 году построили детский сад (с 1980-х годов его помещение передали под СМУ).

## Возрождение Введенской церкви
В 1996 году по благословению предстоятеля Украинской Православной Церкви Митрополита Киевского и всея Украины митрополита Владимира был создан православный приход, который начал ходатайствовать о строительстве Киево-Подольской Введенской церкви и зданий приходского назначения. Здание СМУ в связи с его аварийным состоянием снесли. Силами прихода на церковном участке по улице Почайнинской, 27 был построен временный храм, в котором 26 сентября 1999 года состоялась первая литургия. С первых дней были образованы приходская школа и библиотека для взрослых и детей.
Проект нового каменного Введенского храма на основе исторических материалов разработал институт «Укрпроектреставрация». Перед строительными работами были проведены археологические исследования, которые подтвердили факт существования древней церкви; археологами найден колодец XII века с родниковой водой. Закладная капсула освящена в 2006 году. К началу 2010-х годов завершена кладка стен, храм и колокольня перекрыты куполами и увенчаны крестами.
В 2005 году исполнилось 120 лет со дня освящения Киево-Подольской Введенской церкви. В честь этого события было осуществлено репринтное издание книги «Служебник».

## Фото

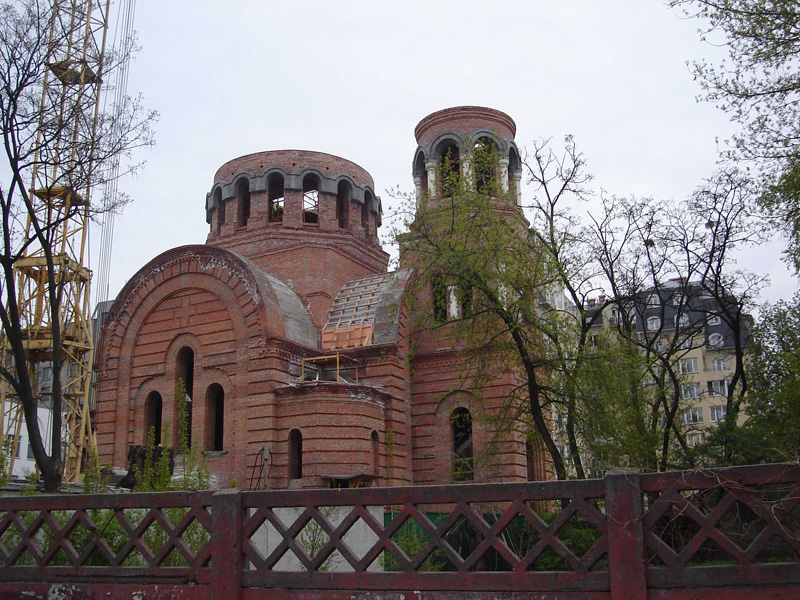
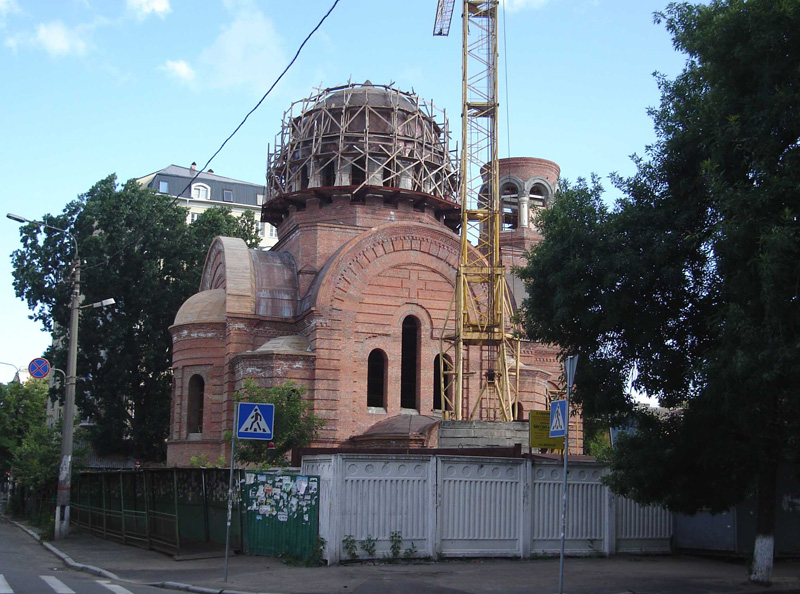
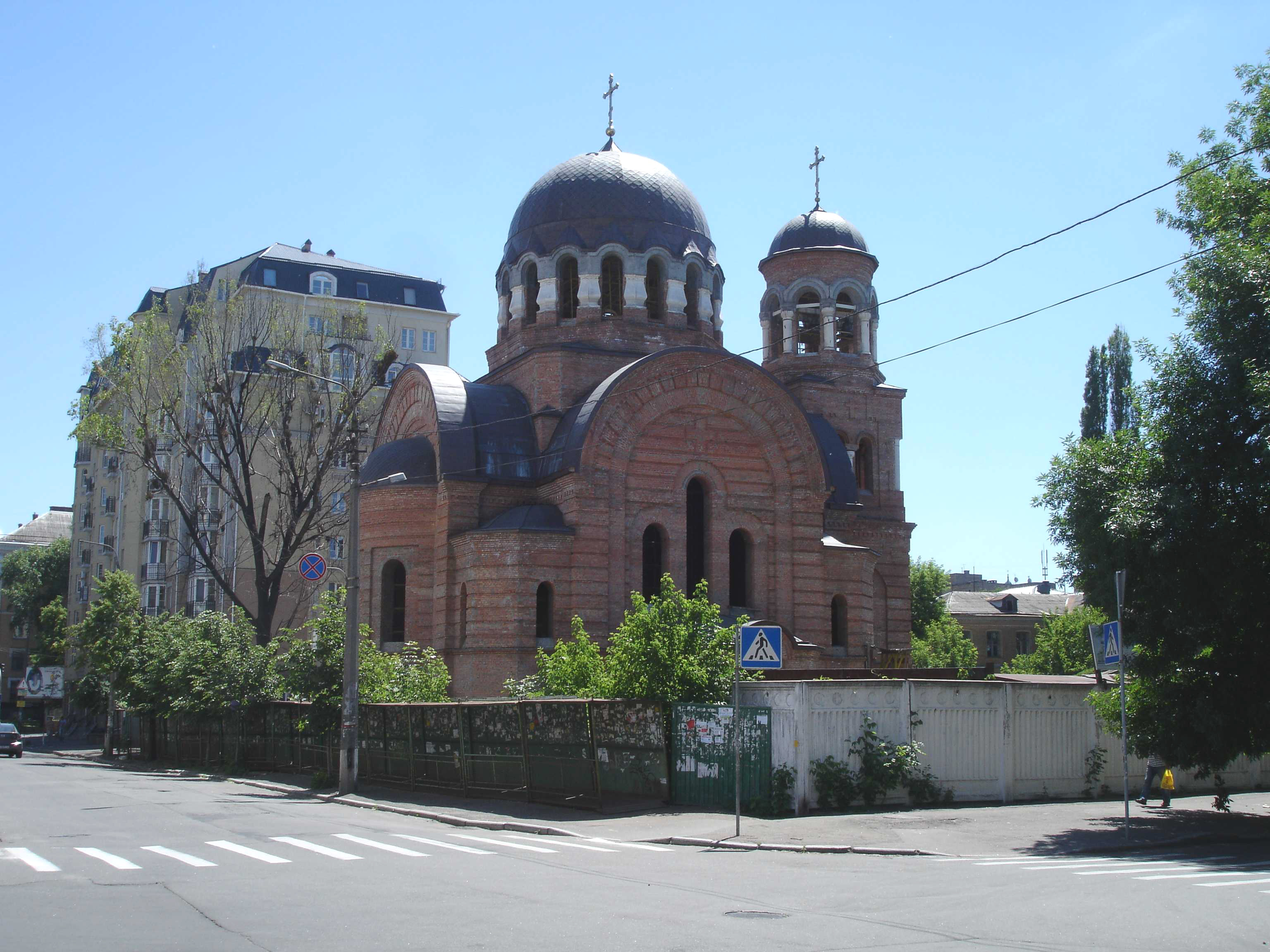
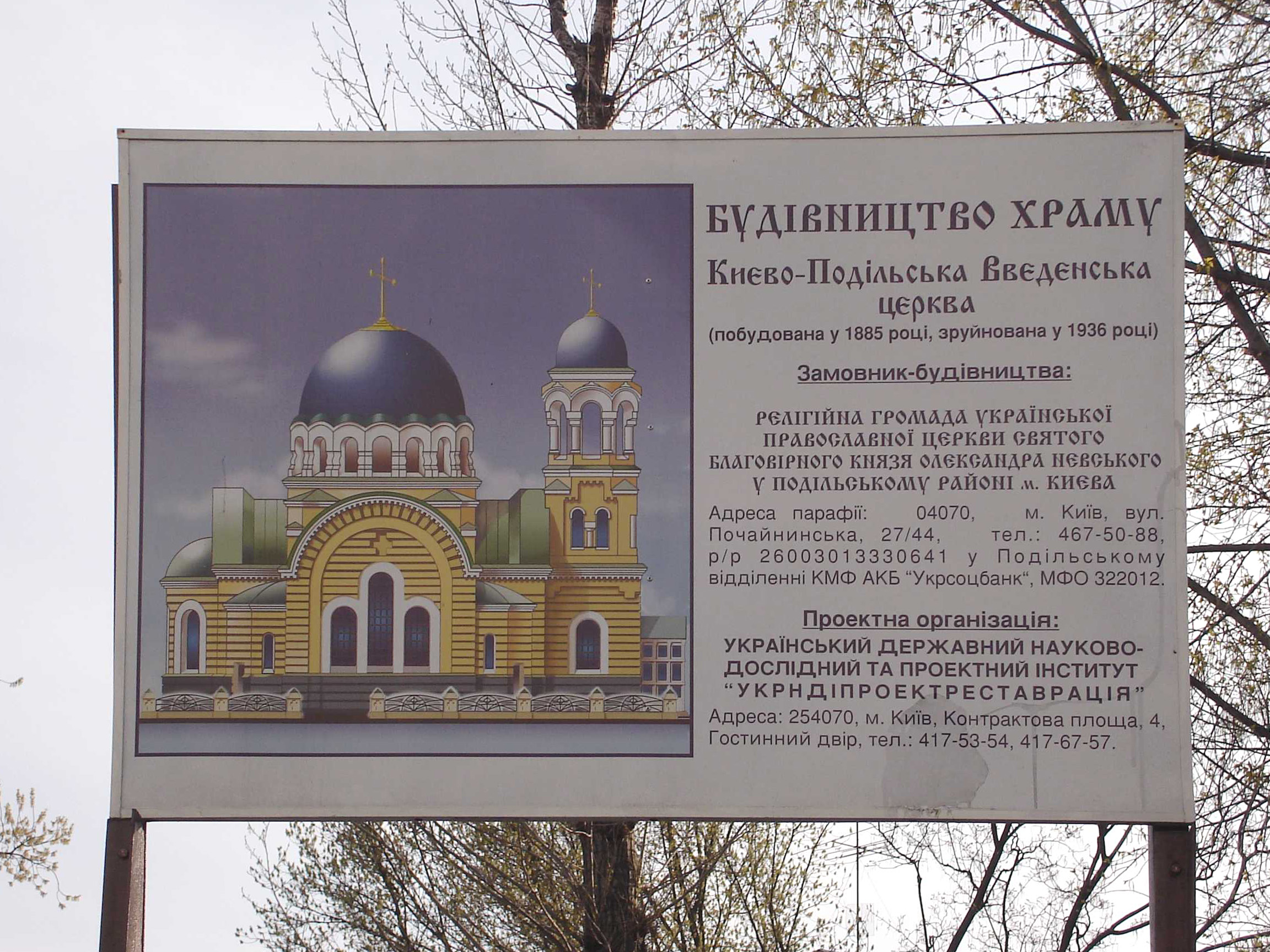